# Крам (Тексас)
Крам (енгл. Krum) град је у америчкој савезној држави Тексас. По попису становништва из 2010. у њему је живело 4.157 становника.

## Демографија
Према попису становништва из 2010. у граду је живело 4.157 становника, што је 2.178 (110,1%) становника више него 2000. године.
| Група             | 2000.         | 2010.         |
| Белци             | 1.806 (91,3%) | 3.430 (82,5%) |
| Афроамериканци    | 5 (0,3%)      | 69 (1,7%)     |
| Азијати           | 10 (0,5%)     | 40 (1,0%)     |
| Хиспаноамериканци | 98 (5,0%)     | 538 (12,9%)   |
| Укупно            | 1.979         | 4.157         |